# درو ميتشيل
درو ميتشيل (بالإنجليزية: Drew Mitchell)‏ هو لاعب اتحاد الرغبي أسترالي، ولد في 26 مارس 1984 في بريزبان في أستراليا.

## وصلات خارجية
- درو ميتشيل على موقع سلسلة سباعيات الرغبي العالمية - رجال (الإنجليزية)
- درو ميتشيل عل موقع إسبنسكروم (الإنجليزية)
- درو ميتشيل على موقع ItsRugby.co.uk (الإنجليزية)